# Walter HWK 109-507

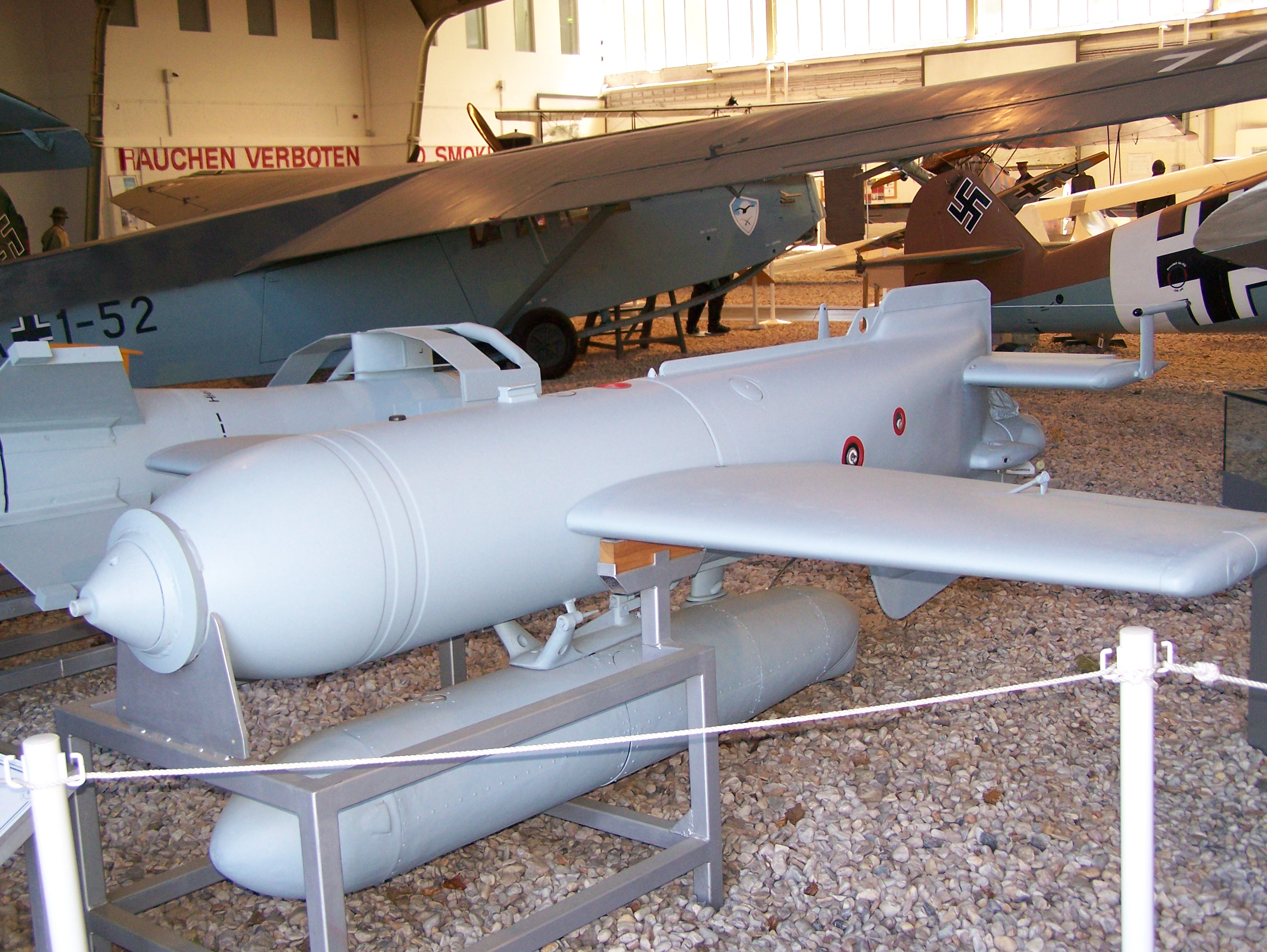
Le missile Hs 293 A, avec sa nacelle moteur sous le ventre.

Le HWK 109-507 était un moteur-fusée à ergols liquides, développé par le constructeur allemand Hellmuth Walter Kommanditgesellschaft (en) au cours de la Seconde Guerre mondiale et propulsant le missile guidé anti-navire Henschel Hs 293 A.
Comme les autres moteurs-fusées conçus par Walter, il fonctionnait en utilisant du peroxyde d'hydrogène (« T-Stoff »).

## Missile

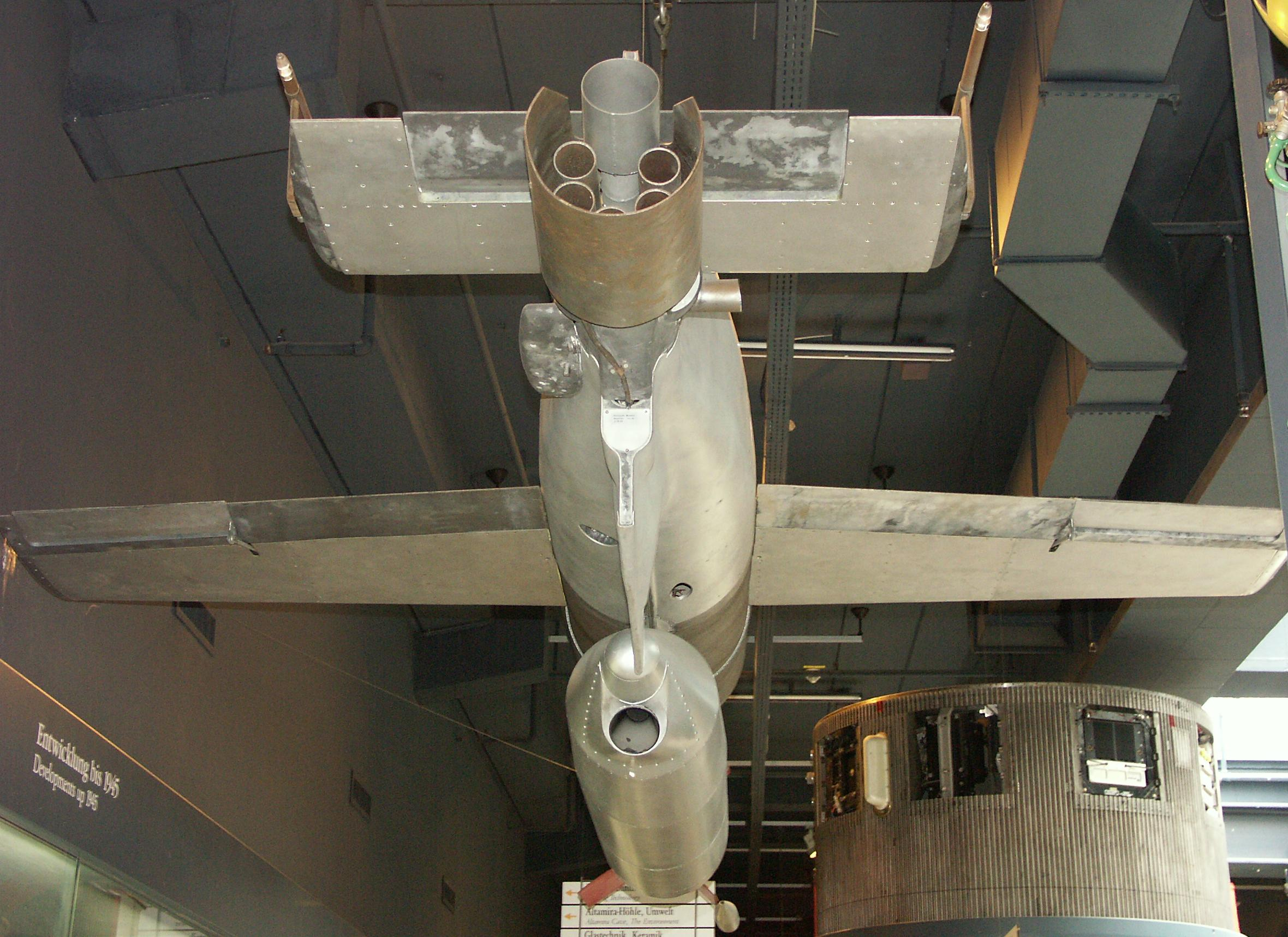
Le missile vu de l'arrière et de dessous. On distingue le moteur fusée, accroché sous le ventre de l'engin.

Le Hs 293 avait été décrit de deux façons différentes, comme étant un missile ou une bombe planante propulsée. Il était constitué d'un corps de bombe SC500, doté d'ailes, d'un moteur et d'un système de radio-commande.
L'équipement de contrôle était installé dans une extension arrière du corps de la bombe, mais le moteur était installé dans une nacelle séparée installée dessous. Le Hs 293 avait initialement développé pour être une bombe planante non propulsée, le « Gustav Schwartz Propellerwerke », et le moteur fut ajouté après. Après les essais en vol, un marqueur fumigène visible fut également ajouté, dans une extension arrière supplémentaire. Comme le moteur était installé sous le fuselage du missile, la tuyère d'échappement pointait vers le bas à un angle de 30°, afin d'aligner l'axe de poussée avec le centre de gravité du missile.
Le moteur avait un temps de combustion d'environ dix secondes. Après, il planait vers sa cible, nécessitant un temps pouvant atteindre 100 secondes pour couvrir une distance de 8,5 km. Comme il était conçu pour attaquer des cibles peu ou pas blindées, il ne nécessitait pas d'atteindre une vitesse élevée, caractéristique des armes perforantes.
Le même moteur fut également utilisé pour les missiles prévus Henschel Hs 294 (en), Hs 295 et Hs 296. Comme ces missiles plus gros avaient le double de la masse du 293, ils employaient deux moteurs 109-507, chacun étant installé sous l'emplanture d'une des deux ailes.

## Développement
Le 109-507 était une évolution du moteur-fusée d'assistance au décollage HWK 109-500, aussi désigné « Starthilfe » et considéré comme l'ancêtre des systèmes JATO actuels. Le 109-500 devait être réutilisable et était récupéré à l'aide d'un parachute après avoir servi, puis il était contrôlé, vérifié et remis dans le circuit. À l'inverse, le 109-507 était un moteur de missile, et il ne devait donc servir qu'une seule fois, de plus pendant une courte période. Il fut alors simplifié au maximum, à la fois en ce qui concernait les équipements installés à bord que pour les matériaux le constituant.
Plutôt que les complexes turbopompes employées pour la plupart des moteurs Walter, l'alimentation en ergols de ce moteur employait un simple système de gaz sous pression. De même, un rapport britannique rédigé pendant le conflit exprima une profonde surprise, quand les experts britanniques constatèrent que la chambre de combustion du moteur était surtout constituée d'acier à faible teneur en carbone, plutôt que d'un matériau plus réfractaire.

## Caractéristiques

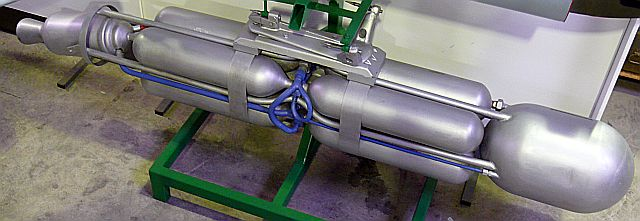
Le moteur, sans ses carénages.

Le moteur employait une substance composée à 80 % de peroxyde d'hydrogène (H2O2), connue sous le nom de « T-Stoff ». Il était décrit comme étant un « moteur froid », car ne faisant appel à aucune combustion : Le peroxyde agissait comme un monergol et était décomposé par catalyse en vapeur d'eau surchauffée et en oxygène. Le catalyseur employé était une solution liquide consommable de permanganate de calcium, aussi désignée « Z-Stoff ». Comme ce catalyseur était également consumé, le moteur était considéré comme bi-ergol.
Les ergols étaient amenés vers la chambre de combustion (que l'on devrait plutôt appeler « chambre de réaction ») par de l'air comprimé, stocké à une pression de 200 bar dans deux bouteilles en acier. Cette pression était relâchée grâce à une cartouche explosive actionnée électriquement, qui ouvrait une vanne avec un disque recevant le souffle. Il s'agissait là de tout le circuit électrique présent dans le moteur. Une fois ouverte, cette vanne ne pouvait plus être refermée. Un régulateur de pression délivrait l'air à une pression de 33 bar à travers une soupape de transfert qui pressurisait d'abord les réservoirs de catalyseur, et ensuite le réservoir de peroxyde d'hydrogène. Ce retard assurait une ignition de la réaction fiable dans la chambre de combustion. Un clapet de non-retour assurait qu'aucune goutte de catalyseur ne puisse revenir en arrière dans les conduits d'air ou de peroxyde, ce qui aurait produit une puissante explosion. Un diaphragme en caoutchouc, cassé par la montée en pression du peroxyde d'hydrogène, empêchait que des retours ne proviennent également de la chambre de combustion. Le Z-Stoff était connu pour causer des problèmes d'obstruction des injecteurs, et un filtre fut ajouté sur son circuit d'alimentation.
L'injecteur de peroxyde d'hydrogène dans la chambre de combustion était fait d'un simple moulage en alliage léger, refroidi par la circulation de l'ergol. La chambre de combustion était dotée d'une simple paroi en acier standard, ne possédant aucun système de refroidissement. Une coupelle de mixage en acier était installée à l'aval de l'injecteur, recevant également une canalisation de Z-Stoff de 6 mm à l'intérieur. Une buse de 3 mm pointait à l'intérieur de la coupelle, et trente buses radiales plus petites, de 2 mm de diamètre, délivraient le peroxyde d'hydrogène le long des parois de la chambre de combustion. Des cloisons hélicoïdales dans la chambre assuraient un bon mélange et une bonne décomposition du peroxyde par le catalyseur.
La poussée produite par le moteur variait au cours de la phase propulsée de la bombe, car la pression d'air baissait dans le circuit à mesure que les ergols étaient consommés. La poussée passait alors de 600 kgp à 400 kgp.
La nacelle du moteur avait une masse à vide de 517 kg, auxquels s'ajoutaient 68 kg d'ergols après remplissage.